# FKヴラセニツァ
FKヴラセニツァ（FK Vlasenica, ФК Власеница）は、ボスニア・ヘルツェゴビナのスルプスカ共和国ヴラセニツァをホームタウンとするサッカークラブである。

## 歴史
1945年に創設された。
2013-14シーズンにドルガ・リーガRS・東地域で優勝してプルヴァ・リーガRSに昇格した。
2014-15シーズンはプルヴァ・リーガRSで14チーム中8位であったが、2015-16シーズンは12チーム中最下位に終わり、ドルガ・リーガRS・東地域に降格した。同シーズンはFKヴラセニツァに加えてレオタル・トレビニェとドリナHEヴィシェグラードが東地域に降格、スロボダ・ムルコニチ・グラードとスロボダ・ノヴィ・グラードが西地域に降格予定であったが、ムラドスト・ヴェリカ・オバルスカが財政難でレギオナルナ・リーガ・東地域に降格したため、代わりにスロボダ・ムルコニチ・グラードがプルヴァ・リーガRSに残留した。
2016-17シーズンはドルガ・リーガRS・東地域で16チーム中最下位に終わり降格した。

## 獲得タイトル
- ドルガ・リーガRS：1回
  - 2013-14

## 歴代所属選手
- ボヤン・ナスティッチ